# Polyzonus obtusus
Polyzonus obtusus är en skalbaggsart som beskrevs av Bates 1879. Polyzonus obtusus ingår i släktet Polyzonus och familjen långhorningar.
Artens utbredningsområde är:
- Laos.
- Burma.
- Taiwan.

Inga underarter finns listade i Catalogue of Life.